# Mecaphesa cincta
Mecaphesa cincta är en spindelart som beskrevs av Simon 1900. Mecaphesa cincta ingår i släktet Mecaphesa och familjen krabbspindlar. Inga underarter finns listade i Catalogue of Life.